# Elaeagnus
Genre
Classification APG II (2003)
Elaeagnus est un genre de plantes à fleurs de la famille des Elaeagnaceae, composé d'une soixantaine d'espèces originaires pour la plupart des régions tempérées d'Asie, avec une espèce (Elaeagnus triflora) originaire d'Australie, une autre (Elaeagnus commutata) originaire d'Amérique du Nord et une dernière (Elaeagnus angustifolia) originaire d'Europe.

## Étymologie
Elaeagnus vient du grec ἐλαίαγνος - elaiagnos, qui se décompose en ἐλαία - elaea, olivier et ἄγνος - agnos, « sacré ».
Le nom français chalef vient de l'arabe khilaf (خلف), qui désigne le saule.

## Description
Ce sont des arbustes ou des petits arbres à feuilles alternées caduques ou persistantes généralement recouvertes d'un voile argenté à brun donnant à la plante un aspect grisonnant de loin.
Les fleurs parfumées sont petites, avec un calice à quatre lobes et sans pétale.

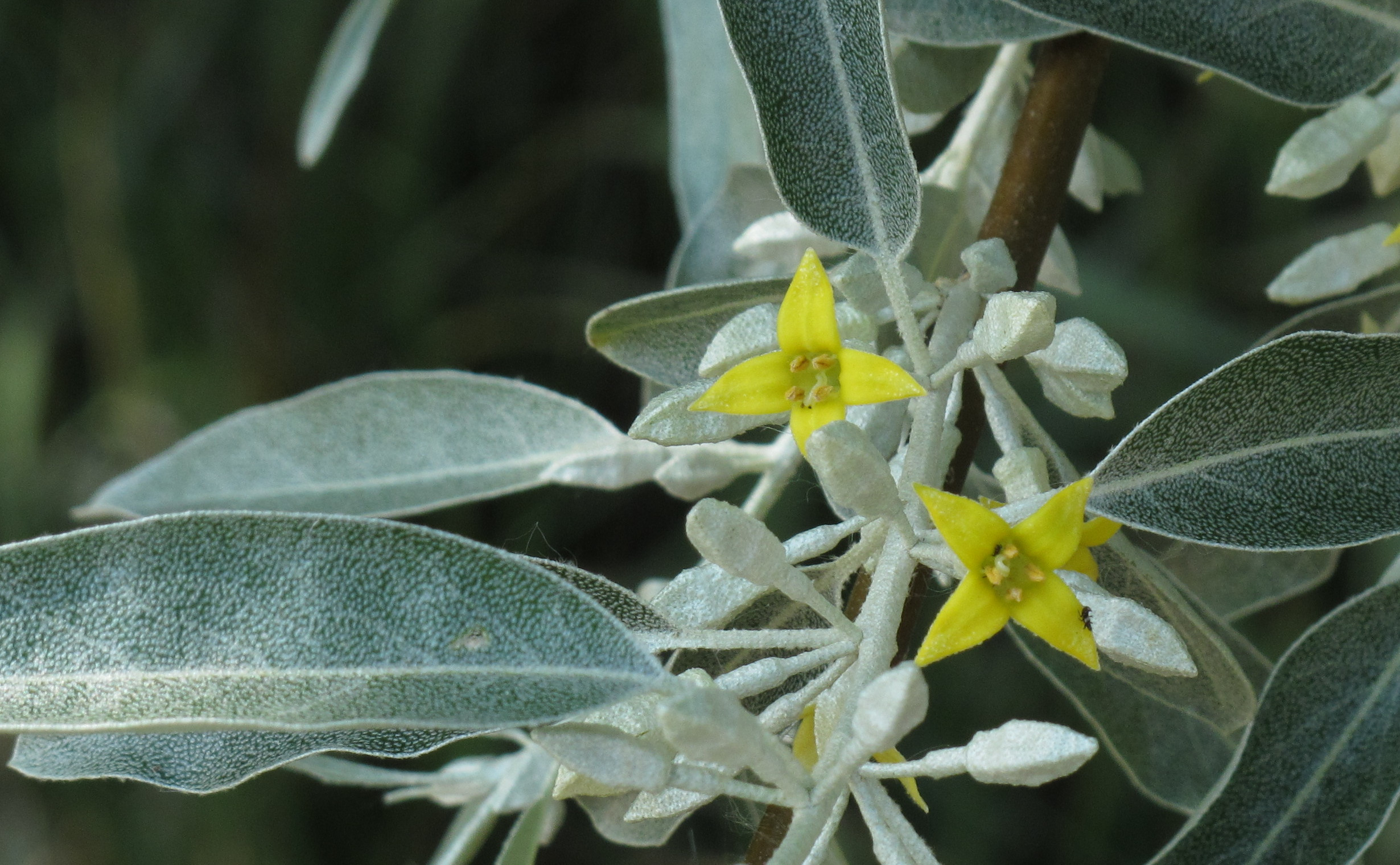
fleurs d Elaeagnus angustifolia.

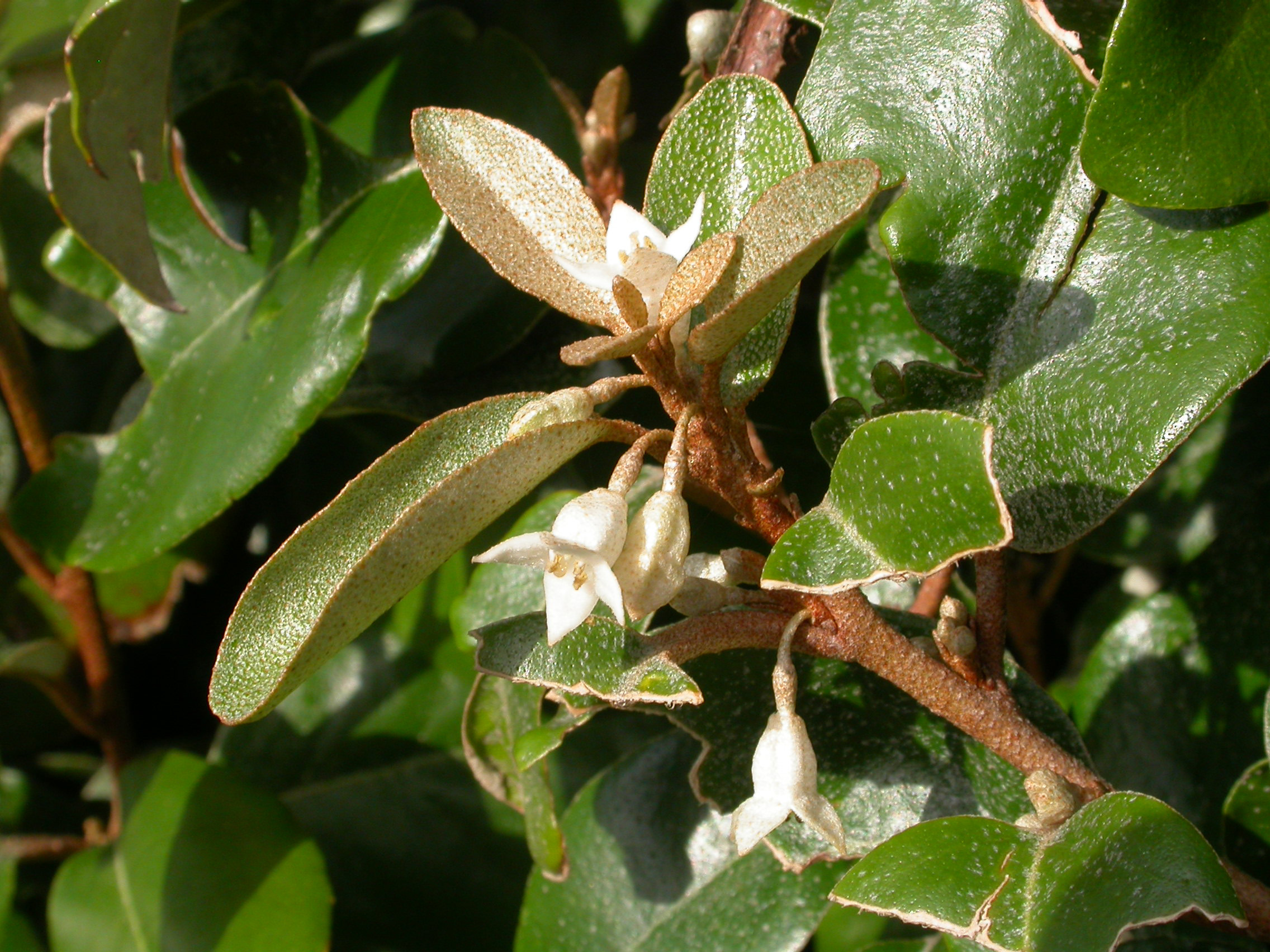
fleurs dElaeagnus ×submacrophylla.

Le fruit est une drupe généralement comestible et contenant une seule graine. Caractéristique rare, les fruits de certaines espèces sont mûrs à la fin de l'hiver.

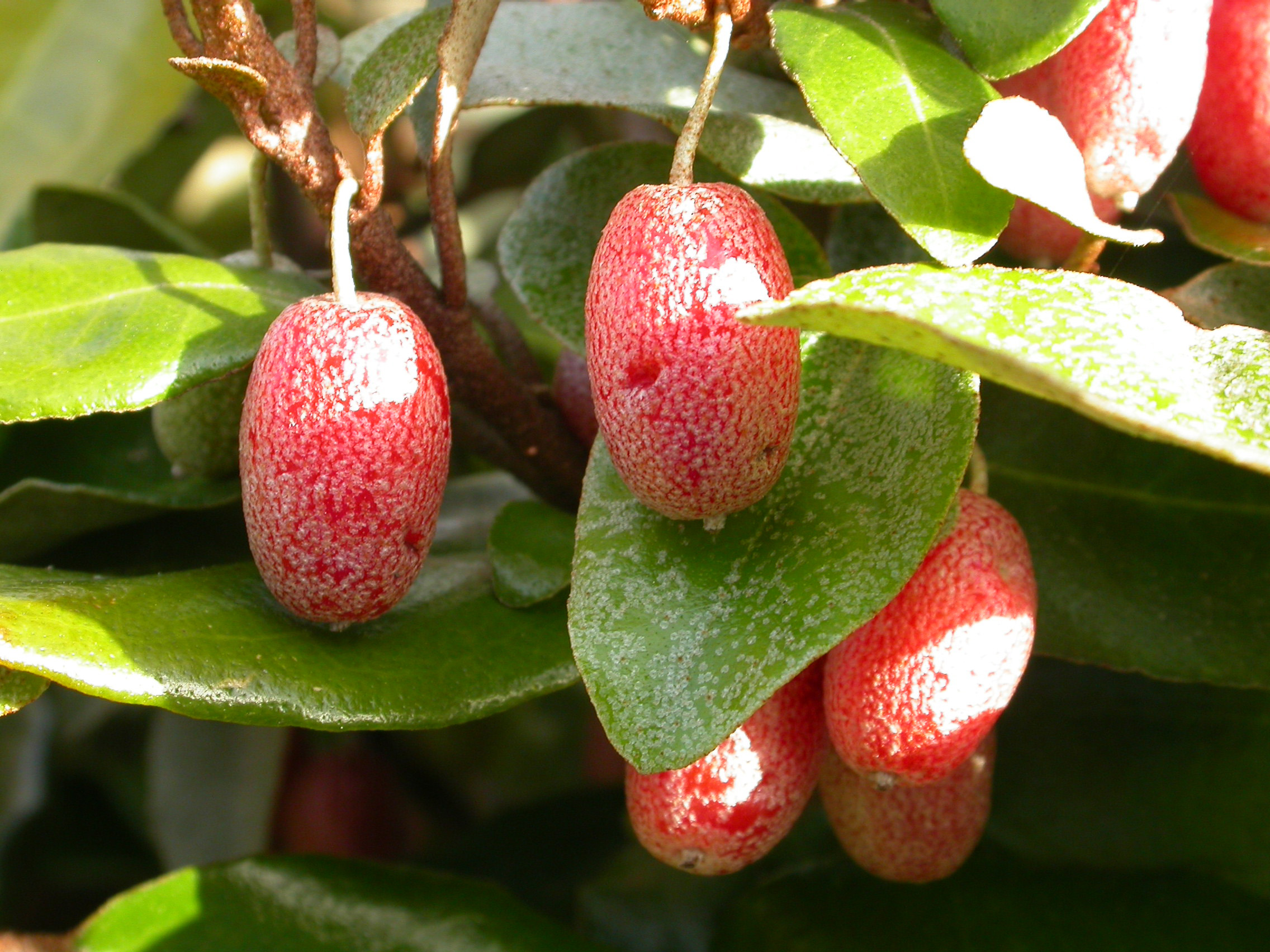
fruits dElaeagnus ×submacrophylla.

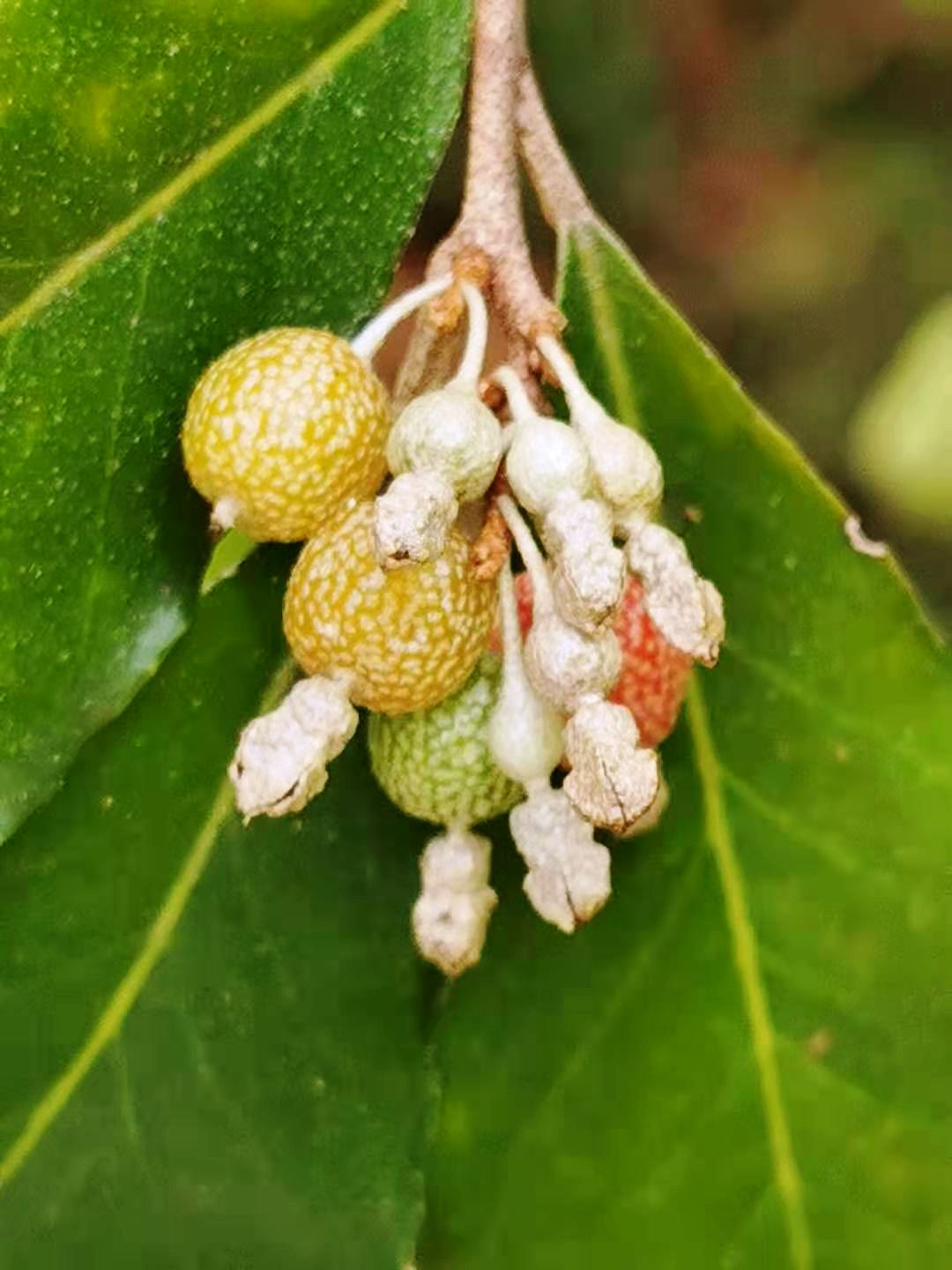
fruits dElaeagnus oldhamii.

## Utilisation
De nombreuses espèces sont cultivées pour leurs fruits : Elaeagnus angustifolia, Elaeagnus umbellata et Elaeagnus multiflora (gumi) principalement en Chine, mais l'intérêt pour cette espèce est grandissant dans d'autres parties du monde. Elaeagnus umbellata a un fort taux de lycopène. Elaeagnus multiflora est utilisé par les Chinois comme aliment et comme médicament. Ses fruits sont nombreux et ont particulièrement bon goût.
Comme certaines Légumineuses (pois, haricots, lentilles, etc.) utilisées comme engrais vert, le genre peut pousser sur des sols très pauvres. Comme le genre Hippophae, Elaeagnus améliore les sols grâce à la présence au niveau des racines de nodosités hébergeant des bactéries spécialisées du genre Frankia, capables de fixer l'azote atmosphérique. En réaction à la pénétration des bactéries, l'hôte développe des nodules (kystes) qui circonscrivent les foyers microbiens. La bactérie obtient de son hôte le glucose et lui abandonne des composés qu'elle produit en excès.
Les différentes espèces d'Elaeagnus sont utilisées comme aliment par les larves de certaines espèces de Lépidoptères comme Coleophora elaeagnisella et Naenia typica.

## Sélection d'espèces d'Elaeagnus
- Elaeagnus angustata (Rehd.) C. Y. Chang (Chine)
- Elaeagnus angustifolia L. (Olivier de Bohême, Ouest de l'Asie)
- Elaeagnus argyi Levl. (Chine)
- Elaeagnus bambusetorum Hand.-Mazz. (Chine)
- Elaeagnus bockii Diels (Chine)
- Elaeagnus cinnamomifolia W. K. Hu et H. F. Chow (Chine)
- Elaeagnus commutata Bernh. (Chalef argenté ou chalef changeant ; Amérique du Nord)
- Elaeagnus conferta Roxb. (Asie du Sud)
- Elaeagnus courtoisi Belval (Chine)
- Elaeagnus davidii Franch. (Chine)
- Elaeagnus delavayi Lecomte (Chine)
- Elaeagnus difficilis Serv. (Chine)
- Elaeagnus ebbenzeï
- Elaeagnus formosana Nakai (Taïwan)
- Elaeagnus glabra Thunb. (Extrême-Orient)
- Elaeagnus gonyanthes Benth. (Chine)
- Elaeagnus griffithii Serv. (Chine)
- Elaeagnus grijsii Hance (Chine)
- Elaeagnus guizhouensis C. Y. Chang (Chine)
- Elaeagnus henryi Warb. (Chine)
- Elaeagnus jiangxiensis C. Y. Chang (Chine)
- Elaeagnus jingdonensis C. Y. Chang (Chine)
- Elaeagnus kanaii Momily. (Chine)
- Elaeagnus lanceolata Warb. (Chine)
- Elaeagnus lanpingensis C. Y. Chang (Chine)

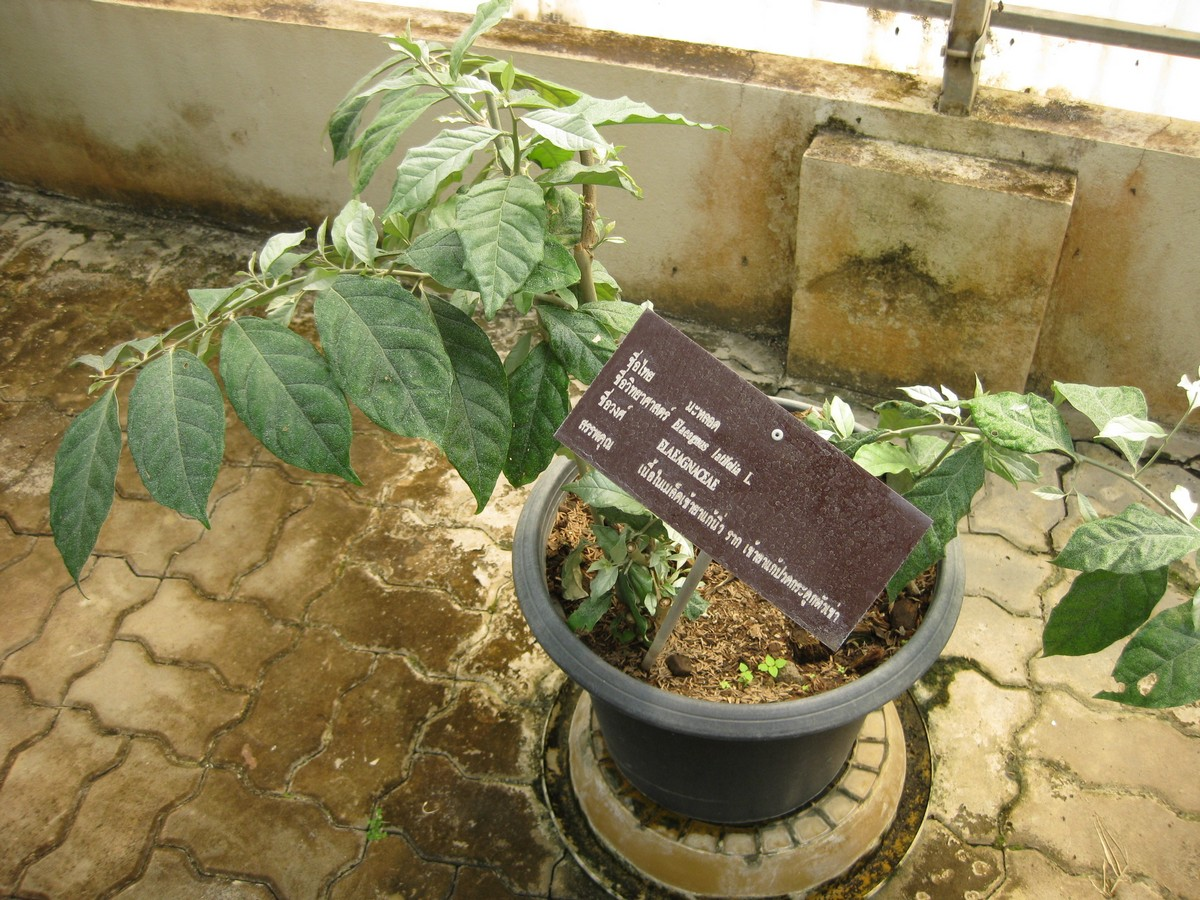
Jeune plant dElaeagnus latifolia cultivé en pot, Jardin botanique de la reine Sirikit, Thaïlande

- Jeune plant d'Elaeagnus latifolia cultivé en pot, Jardin botanique de la reine Sirikit, ThaïlandeElaeagnus latifolia L. (Asie du Sud)
- Elaeagnus liuzhouensis C. Y. Chang (Chine)
- Elaeagnus longiloba C. Y. Chang (Chine)
- Elaeagnus loureirii Champ. (Chine méridionale)
- Elaeagnus luoxiangensis C. Y. Chang (Chine)
- Elaeagnus luxiensis C. Y. Chang (Chine)
- Elaeagnus macrantha Rehd. (Chine)
- Elaeagnus macrophylla Thunb. (Extrême-Orient)
- Elaeagnus magna Rehd. (Chine)
- Elaeagnus micrantha C. Y. Chang (Chine)
- Elaeagnus mollis Diels (Chine)
- Elaeagnus morrisonensis Hayata (Taïwan)
- Elaeagnus multiflora Thunb. (Goumi du Japon ; Extrême-Orient)
- Elaeagnus nanchuanensis C. Y. Chang (Chine)
- Elaeagnus obovata Li (Chine)
- Elaeagnus obtusa C. Y. Chang (Chine)
- Elaeagnus oldhamii Maxim. (Chine)
- Elaeagnus orientalis L.
- Elaeagnus ovata Serv. (Chine)
- Elaeagnus oxycarpa Schltdl. (Chine)
- Elaeagnus pallidiflora C. Y. Chang (Chine)
- Elaeagnus parvifolia Wallich ex Royle (Asie centrale)
- Elaeagnus pauciflora C. Y. Chang (Chine)
- Elaeagnus philippinensis Perrott. (Philippines)
- Elaeagnus pilostyla C. Y. Chang (Chine)
- Elaeagnus pingnanensis C. Y. Chang (Chine)
- Elaeagnus pungens Thunb. (Chalef piquant; Japon)
- Elaeagnus pyriformis Hook.f. (Himalaya oriental)
- Elaeagnus retrostyla C. Y. Chang (Chine)
- Elaeagnus sarmentosa Rehd. (Chine)
- Elaeagnus schlechtendalii Serv. (Chine)
- Elaeagnus stellipila Rehd. (Chine)
- Elaeagnus taliensis C. Y. Chang (Chine)
- Elaeagnus thunbergii Serv. (Chine)
- Elaeagnus tonkinensis Serv. (Asie du Sud-Est)
- Elaeagnus triflora Roxb. (Asie du Sud-Est, Australie du Nord-Est)
- Elaeagnus tubiflora C. Y. Chang (Chine)
- Elaeagnus tutcheri Dunn (Chine méridionale)
- Elaeagnus umbellata Thunb. (Chalef ou Olivier d'automne ; Extrême-Orient)
- Elaeagnus viridis Serv. (Chine)
- Elaeagnus wenshanensis C. Y. Chang (Chine)
- Elaeagnus wilsonii Li (Chine)
- Elaeagnus wushanensis C. Y. Chang (Chine)
- Elaeagnus xichouensis C. Y. Chang (Chine)
- Elaeagnus xizangensis C. Y. Chang (Chine)

### Hybrides
- Elaeagnus ×submacrophylla (Elaeagnus macrophylla × Elaeagnus pungens) C'est un arbuste ornemental souvent planté en isolé ou en alignement pour former des haies. Les petites fleurs blanches émettent un parfum particulièrement suave en automne.
- Elaeagnus ×pyramidalis (Elaeagnus commutata × Elaeagnus multiflora)
- Elaeagnus ×reflexa (Elaeagnus pugens × Elaeagnus glabra)